# Harry Watson (1898)
Harold Ellis "Moose" Watson (14. července 1898 – 11. září 1957) byl kanadský reprezentační hokejový útočník. Od roku 1962 je členem hokejové síně slávy.
S reprezentací Kanady získal jen jednu zlatou olympijskou medaili (1924).

## Úspěchy
- ZOH – 1924